# Goniec Krakowski (1828–1831)

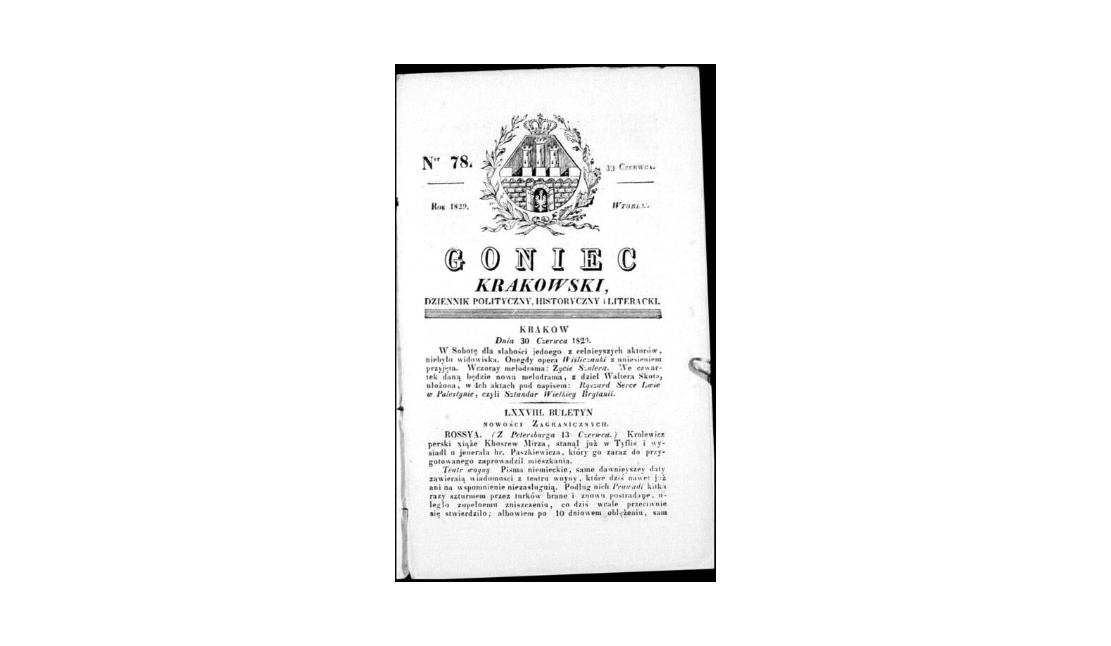
Strona tytułowa „Gońca Krakowskiego” z 1829 r.

Goniec Krakowski – gazeta wydawana w Krakowie w latach 1828–1831.

## Historia
„Goniec Krakowski” był kolejnym, piętnastym z kolei dziełem Konstantego Majeranowskiego. Pismo było jedną z wielu prób przełamania monopolu „Gazety Krakowskiej” na rynku prasy w Krakowie. Wydawano go od 2 X 1828 r. do 31 XII 1831 r. Początkowo „Goniec Krakowski” nosił podtytuł „Dziennik polityczny, historyczny i literacki”, który zmieniono wraz z numerem 23 z 1831 r. na „Dziennik polityczny, liberalny i naukowy”. Gazeta początkowo wychodziła trzy, a potem sześć razy w tygodniu o godz. 18:00 (z wyjątkiem niedziel). W piśmie poruszano wątki polityczne oraz literackie. Początkowo redaktorem był sam Majeranowski, jednak po wyjeździe do Warszawy początkiem 1831 r. oddał to stanowisko Stanisławowi Gieszkowskiemu. Pismo bardzo dobrze prosperowało, szczególnie dzięki powstaniu listopadowemu którego przebieg relacjonowało. Przez miesiąc (1–31 XII 1831 r.) „Goniec Krakowski” był jedynym dziennikiem który ukazywał się w Krakowie. Gieszkowski zaprzestał wydawania gazety kiedy przejął funkcję redaktora „Gazety Krakowskiej”.

## Redaktorzy
- 1828–1831 – Konstanty Majeranowski
- 1831 – Stanisław Gieszkowski